# شهرستان اسکنکتدی (نیویورک)
شهرستان اسکنکتادی، نیویورک (به انگلیسی: Schenectady County, New York) یک سکونتگاه مسکونی در ایالات متحده آمریکا است که در ایالت نیویورک واقع شده‌است.

## خصوصیات
شهرستان اسکنکتادی ۵۴۳٫۹ کیلومترمربع مساحت دارد.